# Napoli's Walls
Albums de Louis Sclavis
L'Affrontement des prétendants
(2001) African Flashback
(2005)
Napoli's Walls est un album du clarinettiste français Louis Sclavis, paru en 2003 sur le label Edition of Contemporary Music. Ce disque a été enregistré par un quartet constitué de Sclavis aux clarinettes et saxophones, Vincent Courtois au violoncelle, Médéric Collignon à la trompette de poche, et Hasse Poulsen à la guitare. L'enregistrement se déroule en décembre 2002 aux Studios La Buissonne, à Pernes-les-Fontaines, en France.

## Description
L'album est inspiré par le travail de l'artiste plasticien Ernest Pignon-Ernest à Naples. De 1987 à 1995, Pignon-Ernest a réalisé des centaines d'images en noir et blanc, inspirées par les représentations de la mort à Naples, les images de la femme, les cultes païens et chrétiens, en parties d'après des toiles du Caravage,. Ces images sont ensuite collées sur les murs de la ville. Le travail de Sclavis ne se veut pas descriptif de l'œuvre de Pignon-Ernest ou de Naples, mais le clarinettiste s'en sert comme d'un point de départ émotionnel,  pour dessiner finalement une Naples de fiction,.
Le projet a été présenté au public pour la première fois au théâtre du Lierre lors du festival Sons d'hiver en 2002, et est ensuite présenté deux fois au Triton, club de jazz des Lilas en avril 2002.
La formation est très atypique (clarinette, guitare, violoncelle, trompette/voix), et le style iconoclaste, porté par les destructurations de Hasse Poulsen à la guitare et guitare préparée, et la voix de bande dessinée de Médéric Collignon,.

### Musiciens
- Louis Sclavis : clarinette, clarinette basse, saxophone soprano, saxophone baryton
- Vincent Courtois : violoncelle, électronique
- Médéric Collignon : trompette de poche, voix, cor, percussions, électronique
- Hasse Poulsen : guitare

### Liste des titres
| No  | Titre                          | Auteur   | Durée |
| --- | ------------------------------ | -------- | ----- |
| 1.  | Colleur de nuit                | Sclavis  | 10:36 |
| 2.  | Napoli's Walls                 | Sclavis  | 7:21  |
| 3.  | Mercè                          | Sclavis  | 3:07  |
| 4.  | Kennedy in Napoli              | Sclavis  | 6:25  |
| 5.  | Divinazione moderna I          | Sclavis  | 3:38  |
| 6.  | Divinazione moderna II         | Sclavis  | 3:30  |
| 7.  | Guetteur d'inaperçu            | Sclavis  | 8:23  |
| 8.  | Les Apparences                 | Sclavis  | 4:44  |
| 9.  | Porta segreta                  | Courtois | 5:03  |
| 10. | II disegno smangiato d'un uomo | Sclavis  | 7:16  |